# سبوت لايت (فلم)
سبوت لايت أو بقعة ضوء (بالإنجليزية: Spotlight) هو فيلم دراما أمريكي صدر في 6 نوفمبر 2015 من إخراج توماس مكارثي وكتابة مكارثي وجوش سينجر وبطولة كل من مارك رافالو، مايكل كيتون، رايتشل مكأدامز، ييف شرايبر، جون سلاتري وستانلي توكسي. يتحدّث الفيلم عن فريق «سبوت لايت» من صحيفة بوسطن غلوب وهو أقدم وحدة صحافة استقصائية عاملة بشكل مستمر في الولايات المتحدة، الذي ينجز تحقيقاً حول الاعتداءات الجنسية المرتكبة من قبل عدة قساوسة كاثوليك في أبرشية بوسطن بحق أطفال، مما أدى إلى استقالة برنارد لوو كاردينال في 2002.
صدر الفيلم في 8 نوفمبر 2015. العديد من الصحف والمجلات أختارته كواحد من أفضل أفلام سنة 2015. رشِّح الفيلم لستة جوائز أوسكار، فاز باثنتن منها هي جائزة أفضل فيلم وأفضل سيناريو أصلي.

## القصة
تدور قصة الفيلم عن قصة حقيقية، وسبوت لايت (وتعني الضوء الكاشف) عبارة عن وحدة تحقيق اخبارية متواجدة منذ أوائل السبعينات تابعة لجلوب العالمية. حيث يمكن أن يمضوا أشهر وربما سنوات كاملة في التحقيق في قصة واحدة ومعرفة أسرارها وخباياها. ولأهمية ما يفعلونه ليس مصرحاً لهم بالكشف عن ما يحققوا فيه لأي شخص حتى لو كانت زوجة أو فرد من العائلة أو حتى صديق مقرب.
وذات يوم يطلب مدير جاء حديثاً للفريق يطلب منهم ايقاف القصة التي يعملون عليها مؤقتاً من أجل قصة أخرى ستهز العالم أجمع وليس اميركا وحدها حيث تخص فضيحة لإحدى الكنائس الكاثوليكية في بوسطن. الآن عليهم ليس فقط الوصول للحقائق في هذه القصة واثبات ذلك في المحكمة ولكن ايضاً تحقيق أسبقية على الجرائد المحلية الأكثر انتشاراً في بوسطن.

## الاستقبال

### النقدي
تلقى الفيلم مراجعات نقدية عالية جداً من النقاد إذ حصل على متوسط 97% على موقع الطماطم الفاسدة بناء على 190 مراجعة،

فيما حصل على 93% على موقع ميتاكريتيك بناء على 41 مراجعة نقدية، وتقييم 7,6/10 بناء على 239 مقيم،

### شباك التذاكر
مع ميزانية بلغت 20 مليون دولار جمع الفيلم 84,559,166 $

## وصلات خارجية
- الموقع الرسمي
- مقالات تستعمل روابط فنية بلا صلة مع ويكي بيانات